# Max Reinhardt Seminar
Il Max Reinhardt Seminar (Seminario Reinhardt) è la Scuola di Recitazione dell'Università della musica e arti dello spettacolo di Vienna, Austria. Si trova nel Palais Cumberland, Penzingerstraße 9, nel 14º distretto di Vienna.

## Storia
Un Lehrgang für Declamation und Mimik (Corso di declamazione e mimica) esisteva a Vienna dal 1852, quando Max Reinhardt ricevette l'incarico dall'Università di musica e arti dello spettacolo nel 1929 di creare un seminario dedicato al teatro. Inizialmente questo Seminario veniva tenuto allo Schlosstheater Schönbrunn, il teatro imperiale nel Palazzo di Schönbrunn. A seguito della fuga di Reinhardt con sua moglie negli Stati Uniti nel 1937, a causa del crescente antisemitismo in Austria, il seminario si trasferì nel vicino Palais Cumberland nel 1940. Dal 1948 al 1954 il seminario fu diretto da Helene Thimig, vedova di Reinhardt.

## Programma
Il seminario offre un corso di quattro anni tenuto da circa 40 professori, molti dei quali sono attori e registi notevoli, come ad es. Karlheinz Hackl, Heiner Müller, Oleg Tabakov, Giorgio Strehler, István Szabó, Klaus Maria Brandauer. Dopo il secondo semestre gli studenti si specializzano in vari rami della recitazione e della regia. Spettacoli studenteschi sono organizzati allo Schlosstheater.

## Ex alunni di rilevanza enciclopedica
Tra gli studenti del passato divenuti famosi figurano attori e registi di rilevanza internazionale:
- Alfred Abel
- Peter Alexander
- David Bennent
- Senta Berger
- Marlene Dietrich
- Martin Esslin
- Gustav Froehlich
- Monica Bleibtreu
- Paul Henreid
- Kurt Kasznar
- Hedy Lamarr
- Francis Lederer
- Ute Lemper
- F. W. Murnau
- Pola Negri
- Susi Nicoletti
- Christine Ostermayer
- Helmut Qualtinger
- Leni Riefenstahl
- Otto Schenk
- Max Schreck
- Nadja Tiller
- Conrad Veidt
- Christoph Waltz
- Gustav von Wangenheim
- Ilse Werner
- Paula Wessely